# William Tyrer
William Tyrer est un producteur de cinéma.

## Filmographie
- 2000 : Memento de Christopher Nolan
- 2006 : Le Prestige de Christopher Nolan
- 2008 : Le Bal de l'horreur de Nelson McCormick